# H2D
H2D – Handshake 2 Deutschland war ein privater Fernsehsender der H2D GbR. Das deutschsprachige Spartenprogramm ging am 6. September 2016 auf Sendung und hatte sich zum Ziel gesetzt, bei der Integration von Flüchtlingen zu helfen und ihnen einen Einblick in die deutsche Lebenskultur zu geben. Dabei standen praktische Lebenshilfe, die Orientierung im Alltag und der Erwerb der deutschen Sprache im Vordergrund. Am 31. Dezember 2017 um 24:00 Uhr wurde der Sendebetrieb eingestellt.
Der Sender war ein Joint Venture der High-View-Gruppe von Alexander Trauttmansdorff und der Beratungsfirma Apfel TV Kontor. Die Kapazität via Astra stellte die Astra-Schwester MX1 zur Verfügung. Der Kanal erhielt seine Zulassung von der Medienanstalt Berlin-Brandenburg.

## Programm
Das Programm bestand aus Interviews, geführt von Moderatorin Emily Whigham im Rahmen der eigenproduzierten Sendung Studio H2D, sowie aus einfachen Deutschkursen, der France-24-Sendung The Observers und Videos, mit denen Flüchtlinge die Möglichkeit erhielten, sich gegenüber Arbeitgebern für einen Job zu präsentieren. Darüber hinaus wurden Medien-, Informations- und Sprachangebote für Flüchtlinge, insbesondere Webseiten und Mobile-Apps, vorgestellt. Das Programm sollte schrittweise weiter ausgebaut werden.

## Empfang
zu empfangen war H2D – Handshake 2 Deutschland via:
- Astra (Frequenz 11420 MHz horizontal (DVB-S2, Symbolrate SR 22000, Fehlerkorrektur FEC 5/6))[3]
- im Kabelnetz von Unitymedia (seit 31. Dezember 2017 nicht mehr empfangbar)[4]
- Zattoo
- in Flüchtlingsunterkünften der Bundesländer[5]